# The Springfields
The Springfields var en brittisk folkmusik- och popgrupp, aktiv åren 1960–1963, vars medlemmar var Dion O'Brien, Mary Isabel Catherine Bernadette O'Brien och Tim Feild. De två förstnämnda blev mer kända under sina artistnamn Tom Springfield och Dusty Springfield.
År 1962 slog gruppen igenom i Storbritannien med låten "Island of Dreams". Gruppen hade framgångar i Storbritannien, Republiken Irland och USA. 1962 hade man en hit bland de 20 främsta på Billboard Hot 100 med melodin "Silver Threads and Golden Needles", och det var med den man 1963 fick sitt genombrott i USA. 1963 ersattes Tim Feild av Mike Hurst, och det året upplöstes den ursprungliga gruppen och de tre medlemmarna gick vidare till sina respektive karriärer, Dusty Springfield som sångerska, Tom Springfield som låtskrivare och Mike Hurst som producent.

## Diskografi (urval)

### Album
- 1961 – Kinda Folksy
- 1962 – Silver Threads and Golden Needles (endast utgivet i USA)
- 1962 – The Springfields Sing Again
- 1963 – Folk Songs from the Hills
- 2007 – On An Island of Dreams

### EPs
- 1961 – The Springfields
- 1962 – Kinda Folksy No.1
- 1962 – Kinda Folksy No.2
- 1962 – Kinda Folksy No.3
- 1952 – Christmas With The Springfields
- 1963 – Hit Sounds

### Singlar
- 1961 – "Dear John"
- 1961 – "Breakaway" (UK #31)
- 1961 – "Bambino" (UK #16)
- 1962 – "Goodnight Irene"
- 1962 – "Silver Threads and Golden Needles" (UK #20)
- 1962 – "Dear Hearts and Gentle People"
- 1962 – "Gotta Travel On"
- 1962 – "Island of Dreams" (UK #5)
- 1963 – "Say I Won't Be There" (UK #5)
- 1963 – "Come On Home" (UK #31)
- 1964 – "If I Was Down And Out"
- 1964 – "Oh Holy Child"